# Juan Ibarra y Ortiz
Juan Ibarra y Ortiz (Tarapacá, 1836-Lima, 1912) fue un militar y político peruano. Fue ministro de Guerra en 1883, 1891-1892 y 1895-1897, y presidente del Consejo de Ministros y ministro de Gobierno en 1892.

## Biografía
Nació en 1836, en la provincia de Tarapacá, que al año siguiente pasó a la jurisdicción del departamento de Tacna. En los años 1870 fue prefecto del Cusco.
Participó en la guerra con Chile. Fue ministro de Guerra y Marina en el gobierno del presidente Lizardo Montero y fue elegido senador por el departamento del Cusco del Congreso reunido en Arequipa en 1883 por dicho mandatario. Por ser tarapaqueño, debió renunciar a su cargo de ministro, pues el gobierno negociaba entonces las bases de la firma de la paz, que incluía la cesión de Tarapacá a Chile.
Luego, con la reinstauración de la democracia y la instalación del primer gobierno de Andrés Avelino Cáceres en 1886, regresó a la Cámara de Senadores, siempre representando al departamento del Cusco, desde 1886 hasta 1893. Fue miembro del Partido Civil que se había aliado entonces con el Partido Constitucional o cacerista.
Era coronel del Ejército Peruano cuando, el 27 de noviembre de 1891, gobernando el coronel Remigio Morales Bermúdez, fue nombrado ministro de Guerra y Marina, en reemplazo de Federico Herrera, quien pasó a presidir el gabinete ministerial como titular, pues hasta entonces lo había ejercido interinamente. Cuando Herrera renunció el 13 de abril de 1892, Ibarra ocupó interinamente la presidencia del gabinete. El 2 de mayo de ese mismo año pasó a ser titular, dejando la cartera de Guerra y pasando a la de Gobierno.
Durante su periodo se intensificó la lucha política entre el Partido Constitucional (gobiernista) y el Partido Civil (opositor). Esta lucha se reflejó en el periodismo, el parlamento, las municipalidades y los centros académicos. En las elecciones de 1892 por la renovación del tercio parlamentario, el gobierno apoyó abiertamente a sus candidatos. La prensa tachó de improvisado al gabinete presidido por Ibarra, que renunció en vísperas de la instalación del Congreso de 1892.
El 30 de noviembre de 1895, ya bajo el gobierno constitucional de Nicolás de Piérola, ocupó nuevamente el cargo de ministro de Guerra y Marina, formando parte del gabinete presidido por Manuel Antonio Barinaga.
En mayo de 1896, el gobierno lo envió al mando de la expedición encargada de sofocar la rebelión federalista de Loreto. Partió a bordo del transporte Constitución, que tomó la larga ruta del Atlántico y el río Amazonas para llegar  a Iquitos.